# Universität der Künste Berlin
La Universitat de les Arts de Berlín (UdK Berlin, Universitat de les Arts de Berlín fins al 2001) és una universitat d'art alemanya a Berlín. Es remunta a l'Acadèmia Electoral de Mahler, Escultura i Arquitectura, que va ser fundada el 1696. Durant els últims 150 anys, es va crear gràcies a la fusió gradual de diverses institucions educatives de música, arquitectura, belles arts, teatre i disseny.
La UdK està dividida en quatre facultats: Belles Arts, Disseny, Música i Arts Escèniques. Dirigeix l'Institut de Jazz de Berlín juntament amb la "Universitat de Música Hanns Eisler" i el Centre de Dansa Interuniversitari juntament amb la "Universitat d'Art Dramàtic Ernst Busch".

## Història

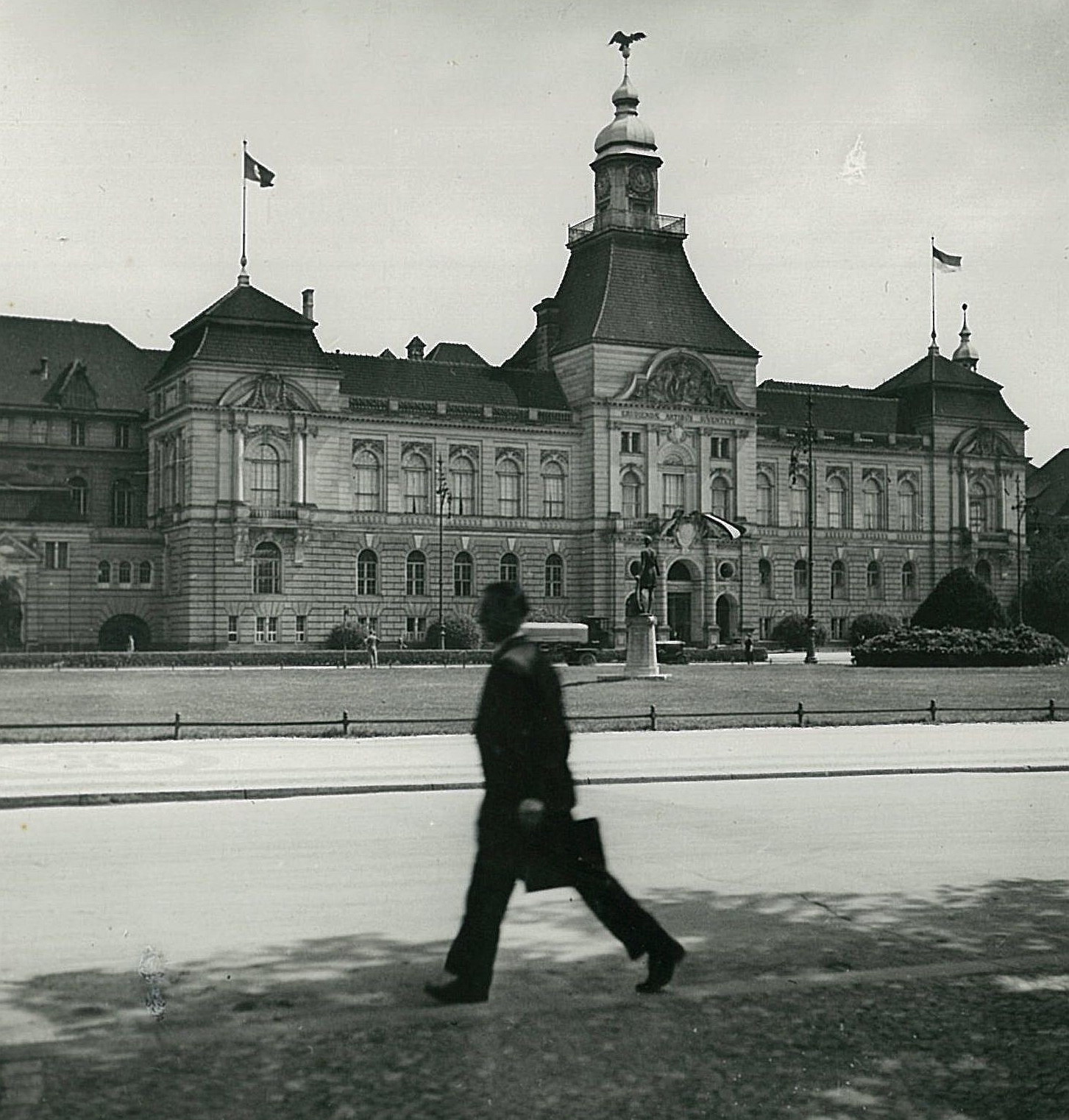
Universitat de Belles Arts a Hardenbergstrasse, cap al 1928

Institucions predecessores des de 1696

La història de la universitat fins al 1975 és complexa. Les institucions predecessores en els camps de les belles arts i el disseny inclouen les fundades per Friedrich III. va donar l'Acadèmia Electoral de Mahler, Escultura i Art Arquitectònic (1696), l'institut d'ensenyament del Museu d'Arts Aplicades de Berlín (1867), la Reial Escola d'Art de Berlín (1869), l'Escola d'Arts Aplicades i Oficis (1861) i la "Master School for Graphics and Books" (1892), al costat dels departaments de música i arts escèniques, el Royal Music Institute de Berlín (1822), el Stern'sche Municipal Conservatory for Music (1850), la Royal Academic University for Arts Escèniques fundada sota la direcció de Joseph Joachim Tonkunst (1869, des de 1918: Universitat Acadèmica Estatal de Música) i l'Escola de Teatre Hebbel (fundada el 1946, tancada el 1951). El curs d'actuació va sorgir de la "Max Reinhardt School for Drama", fundada per Hilde Körber el 1951, que es va integrar a l'aleshores Universitat de Música i Arts Escèniques el 1964 i es va fusionar amb l'aleshores Universitat de Belles Arts a la Universitat de les Arts el 1975. (des de després de 1990: Universitat de les Arts).

## Universitat de les Arts de Berlín, 1975–2001
El 30 de setembre de 1975 es va crear la Universitat de les Arts de Berlín (HdK) a través de la fusió de la Universitat Estatal de Belles Arts i la Universitat Estatal de Música i Arts Escèniques.
El semestre d'hivern de 1976/1977 hi va haver una vaga de prohibició professional a la Universitat Lliure de Berlín, que immediatament es va estendre a totes les universitats i col·legis tècnics de la part occidental de la ciutat. Nombrosos departaments de l'HdK també van fer vaga des del 6 de desembre de 1976.
Durant el mandat del president Ulrich Roloff (1977 a 1991), la universitat es va consolidar com a universitat de reforma i la universitat es va ampliar significativament. Després de la dissolució de la Universitat d'Educació de Berlín el 1980, es va fer càrrec de la formació de professors d'art i música. Després de la caiguda del mur de Berlín el 1989, la universitat es va convertir en una institució a tot Berlín, cosa que va donar lloc tant a noves oportunitats de desenvolupament com, a causa de la situació financera de l'estat de Berlín, a profundes mesures d'estalvi estructural. Per exemple, es van haver d'abandonar els departaments d'impressió i de ciències de l'educació i socials. A més, van sorgir diverses assignatures d'estudi i enfocaments de treball nous, per exemple en els camps de la nova música, musicoteràpia, cinema experimental i escriptura dramàtica.
Amb el temps, es va construir una àmplia xarxa de relacions internacionals. Una reforma estructural l'any 1996 va donar lloc a l'estructura actual de la universitat amb quatre facultats: Belles Arts, Disseny, Música i Arts Escèniques.

## Universitat de les Arts de Berlín des de 2001
L'1 de novembre de 2001, l'HdK va rebre el títol d'universitat. L'HdK ja era l'única institució d'educació artística de Berlín amb dret a doctorar i va ser tractada com les altres tres universitats pel que fa al dret pressupostari. El motiu del canvi de nom a la Universitat de les Arts de Berlín (UdK Berlin per abreujar) va ser el desig de la direcció de la universitat de descriure la gamma d'ofertes amb un nom comú internacionalment. La UdK té dret a donar habilitacions i doctorats.
El 13 de novembre de 2023, un mes després de l'atac terrorista de Hamàs a Israel el 2023, va tenir lloc al vestíbul d'entrada de la UdK una "actuació política" qualificada d'anti israeliana i antisemita, en la qual van participar fins a 100 estudiants. Segons informes dels mitjans de comunicació, l'estat d'ànim era agressiu i odiós, i el president de la UdK, Palz, va ser criticat a crits. La NZZ va veure un augment dels incidents anti-Israel a les universitats d'Alemanya, amb la UdK especialment destacada. Segons el Süddeutsche Zeitung, l'acció del 13 de novembre de 2023 va ser expressament protestada contra el president Palz, ja que havia condemnat el terror de Hamàs i es va declarar solidari amb Israel en un comunicat oficial. A més, el Süddeutsche Zeitung va ser crític amb el nivell de discurs a la UdK. Una "vaga de solidaritat per Palestina" al vestíbul d'entrada de l'UDK va ser prohibida per la direcció de la universitat.

## Ubicacions
La universitat s'estén al voltant de 15 ubicacions, principalment al districte de "Charlottenburg-Wilmersdorf", i no té un campus tradicional. L'edifici principal de la universitat es troba a Hardenbergstrasse 33, a prop de l'estació de tren "Zoological Garden". També hi ha altres edificis a "Hardenbergstrasse", com l'antic Institut Reial de Música de l'Església al número 41 i un edifici universitari al número 9. Altres edificis i instal·lacions universitaris es troben a Bundesallee 1–12 (antic "Joachimsthalsches Gymnasium"), a Einsteinufer 43-53. (antiga Escola Tècnica Estatal d'Òptica i Tecnologia Fotogràfica), a Fasanenstrasse 1b i 88, on es troba la Biblioteca de la Universitat de Volkswagen, a Grainauer Strasse 12, a Grunewaldstrasse 2-5 (Berlin-Schöneberg), a Karlsruher Strasse 7a, a Lietzenburger Straße 45, a Mierendorffstraße 30 i Straße des 17. Juni 118. Els Uferstudios es troben a Uferstraße 23 a Berlín-Gesundbrunnen.

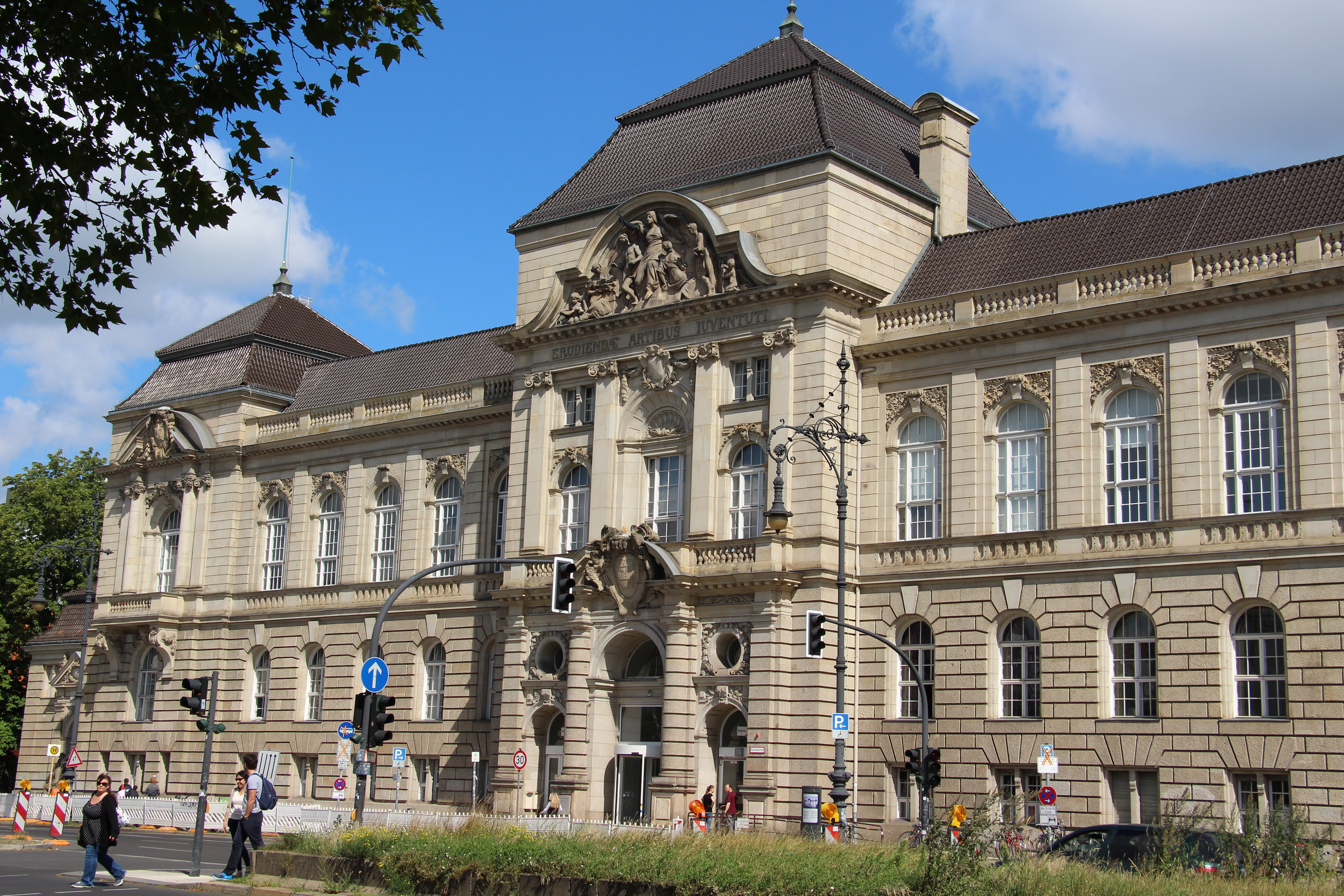
Edifici principal a Charlottenburg
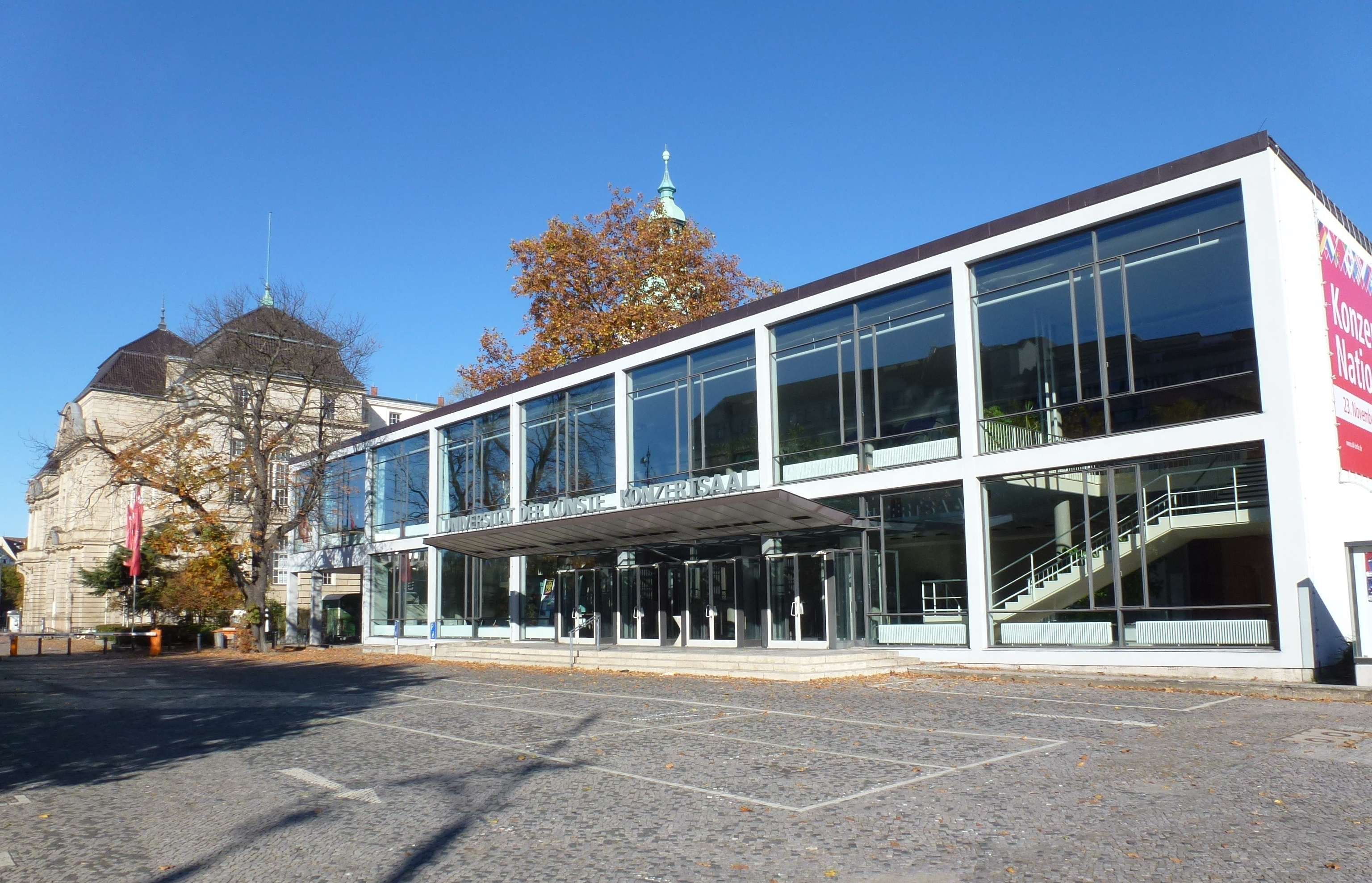
Sala de concerts a Charlottenburg
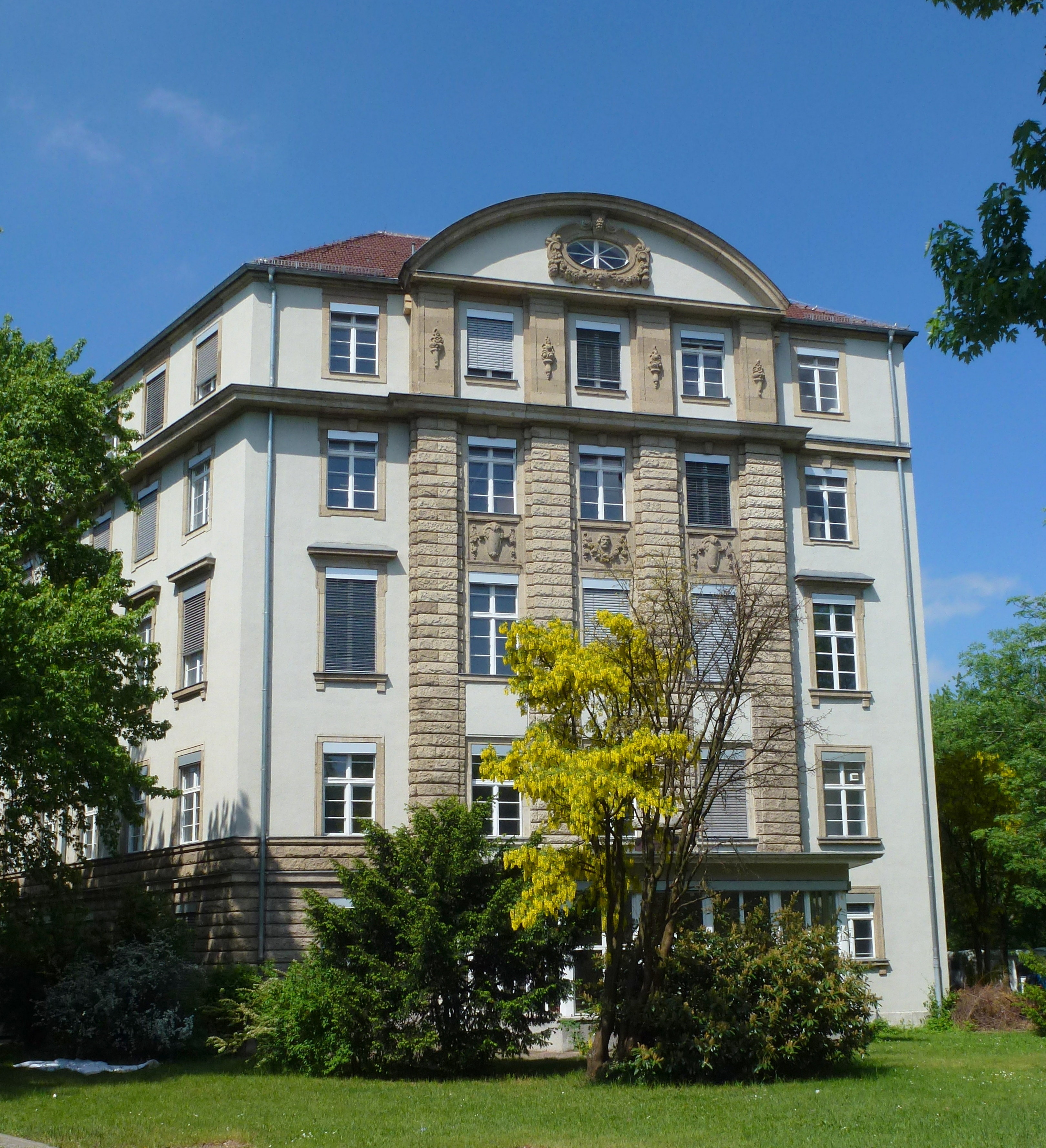
Edifici de l'antiga escola mestra d'arts i oficis
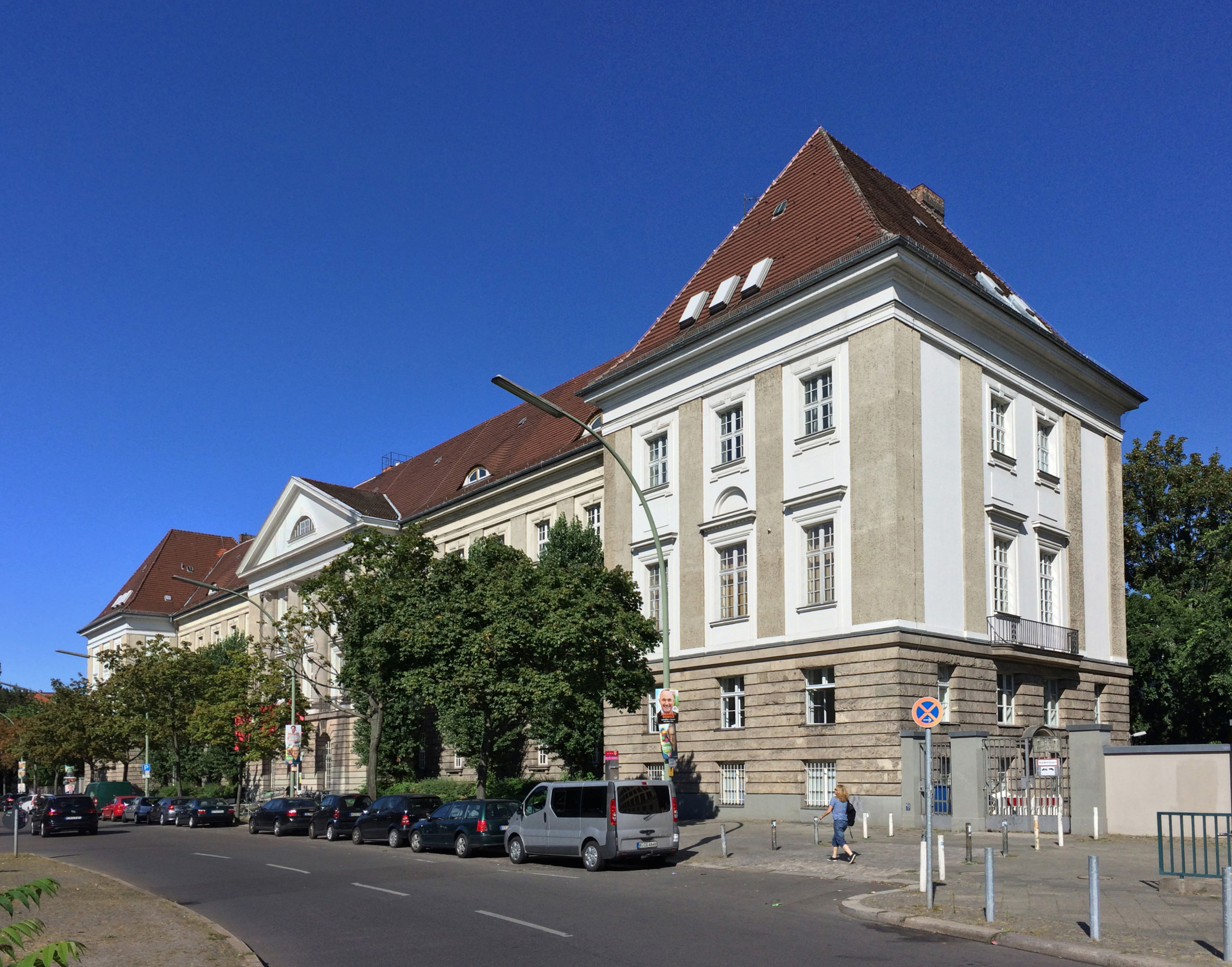
Casa de mitjans a Grunewaldstrasse a Schöneberg
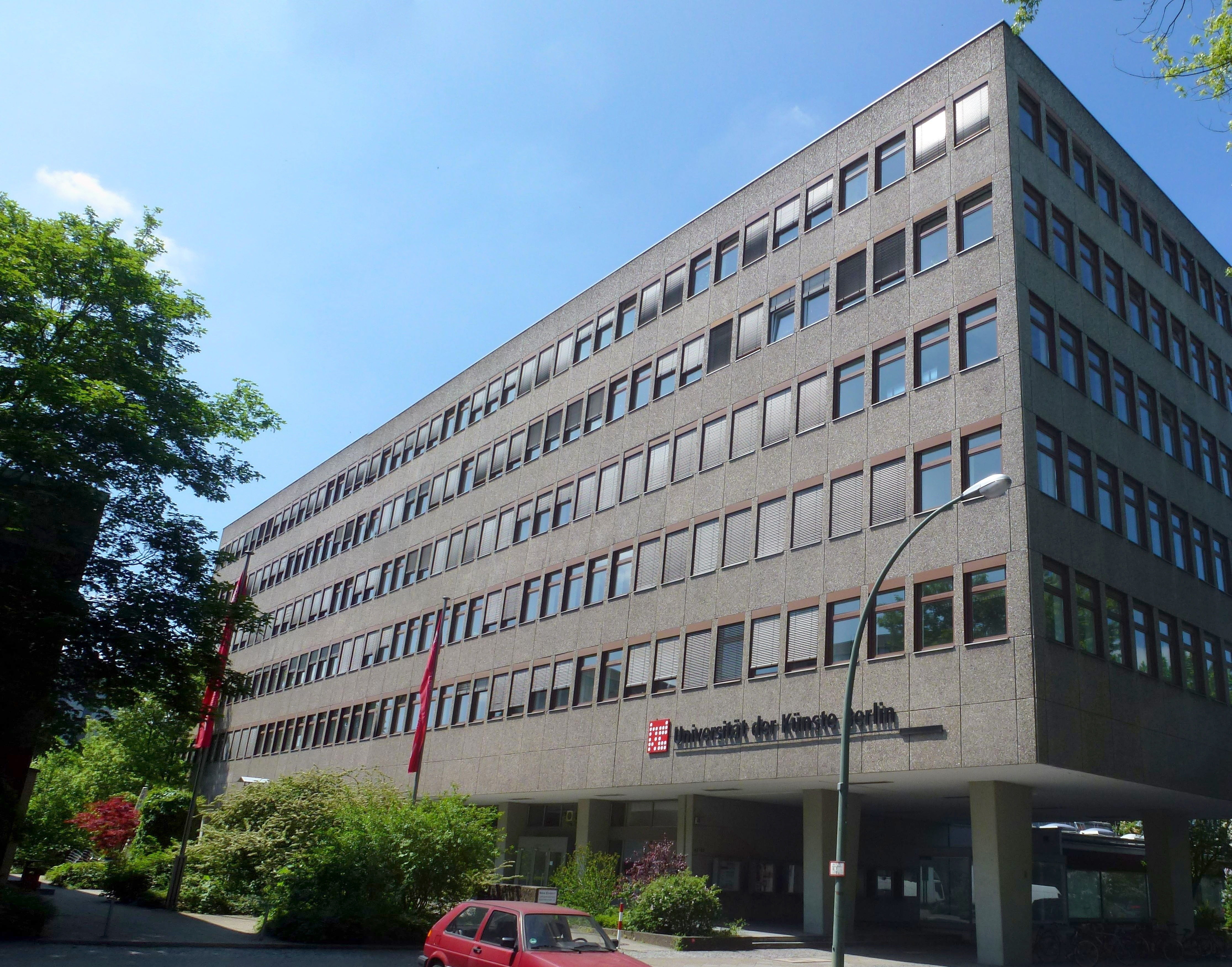
Administració universitària central a l'Einsteinufer

## Cursos
A la UdK Berlin s'ofereixen més de 70 programes de grau. Com a resultat del Procés de Bolonya, els títols que s'han d'adquirir són, en gran part, el Grau en Arts i el Màster en Arts. Al mateix temps, la UdK Berlin no ha introduït cap programa de grau en cap de les arts liberals. També s'ofereixen cursos relacionats amb la docència i avançats, com ara cursos de doctorat.
A petició, la UdK Berlin emetrà una confirmació segons la qual l'examen de concert aprovat a la UdK Berlin i l'estudiant de màster en belles arts equivalen a un doctorat. La facultat no només forma artistes, sinó també professors d'art per a diferents nivells escolars. A més, s'ofereix el programa de màster avançat Art in Context. Amb l'excepció d'aquest últim, tots els estudis de grau comencen amb un curs bàsic de dos semestres com a base per als estudis posteriors en una classe d'especialistes.

## Facultat de Disseny

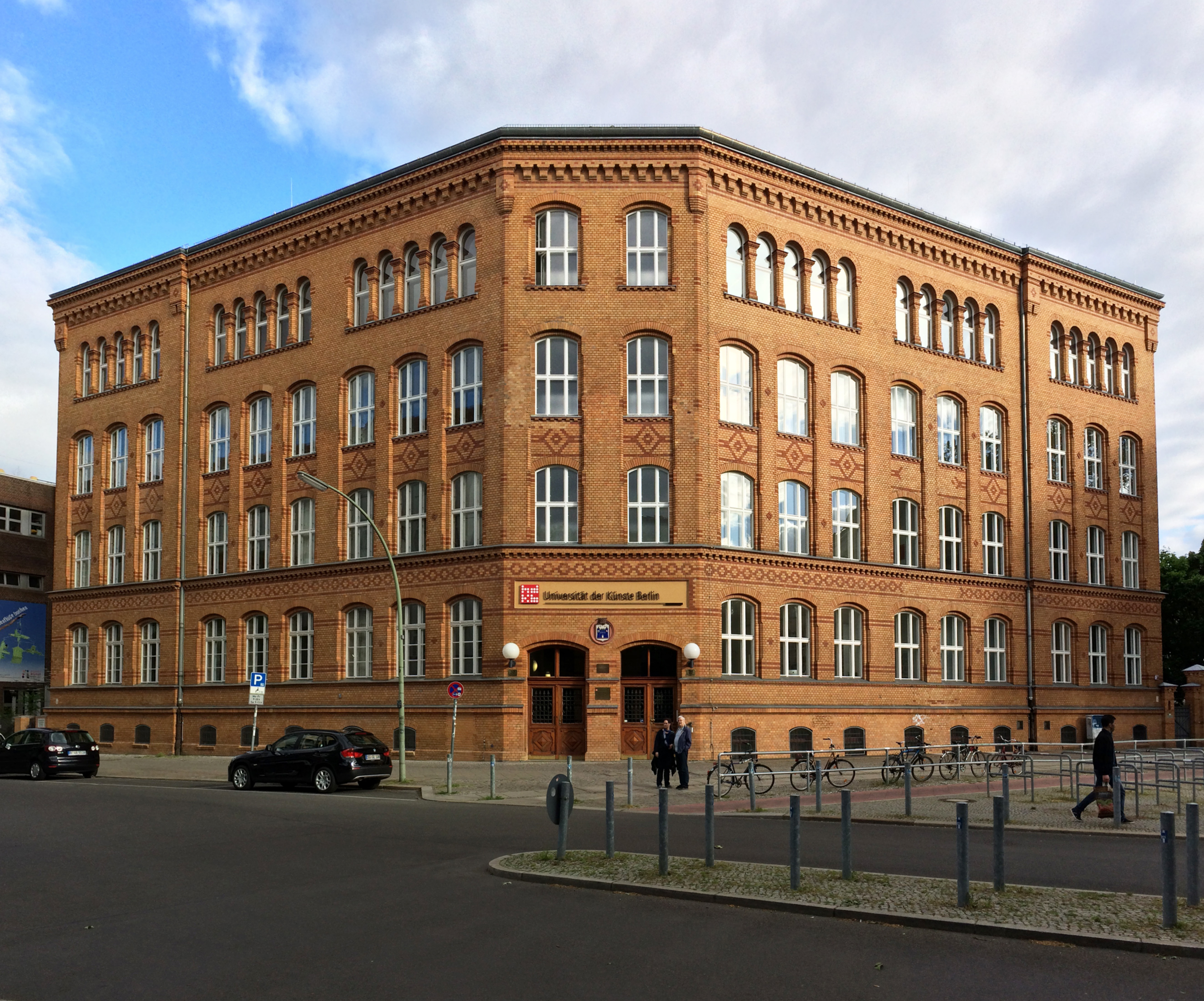
Facultat de Disseny

- Disseny de moda
- Disseny de producte
- Arquitectura
- Comunicació visual
- Comunicació social i empresarial
- Art i mitjans de comunicació

### Facultat de Música
- Instruments orquestrals
- Instrument de teclate
- Conducció
- Direcció de cor
- Composició
- Música d'església
- Música antiga
- Enginyer de so

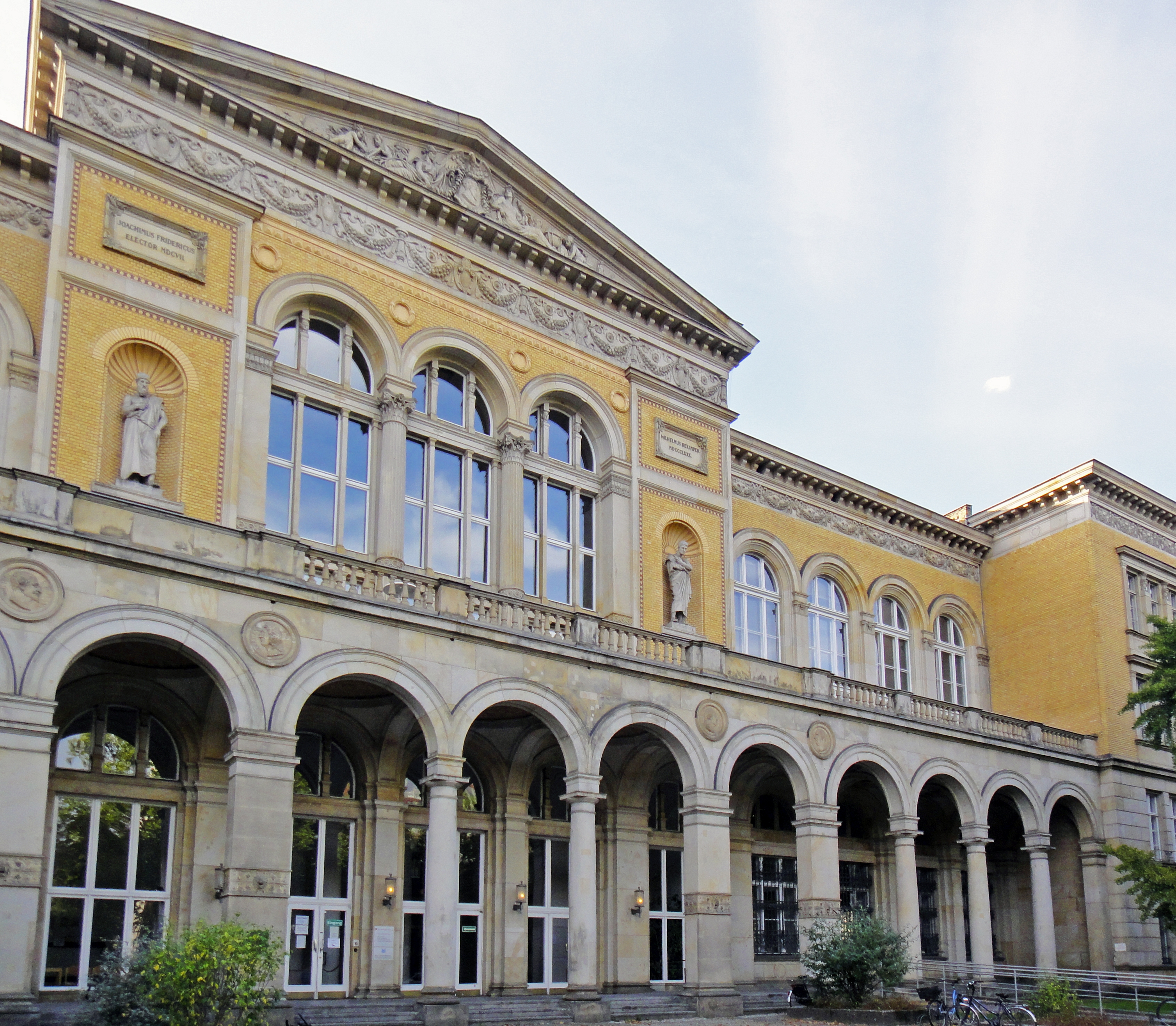
Edifici de la Facultat de Música

- Música (relacionada amb el professor)
- formació artístico-pedagògica
- Musicologia/Educació musical
- Interpretació instrumental (foment del talent jove a l'Julius Stern Institute)

## Facultat d'Arts Escèniques
- Cantant/Teatre musical
- Jugar
- Musical/Show
- Escenografia
- Dissenyador de vestuari
- Escriptura escènica
- Educació teatral
- Grau de Magisteri en teatre

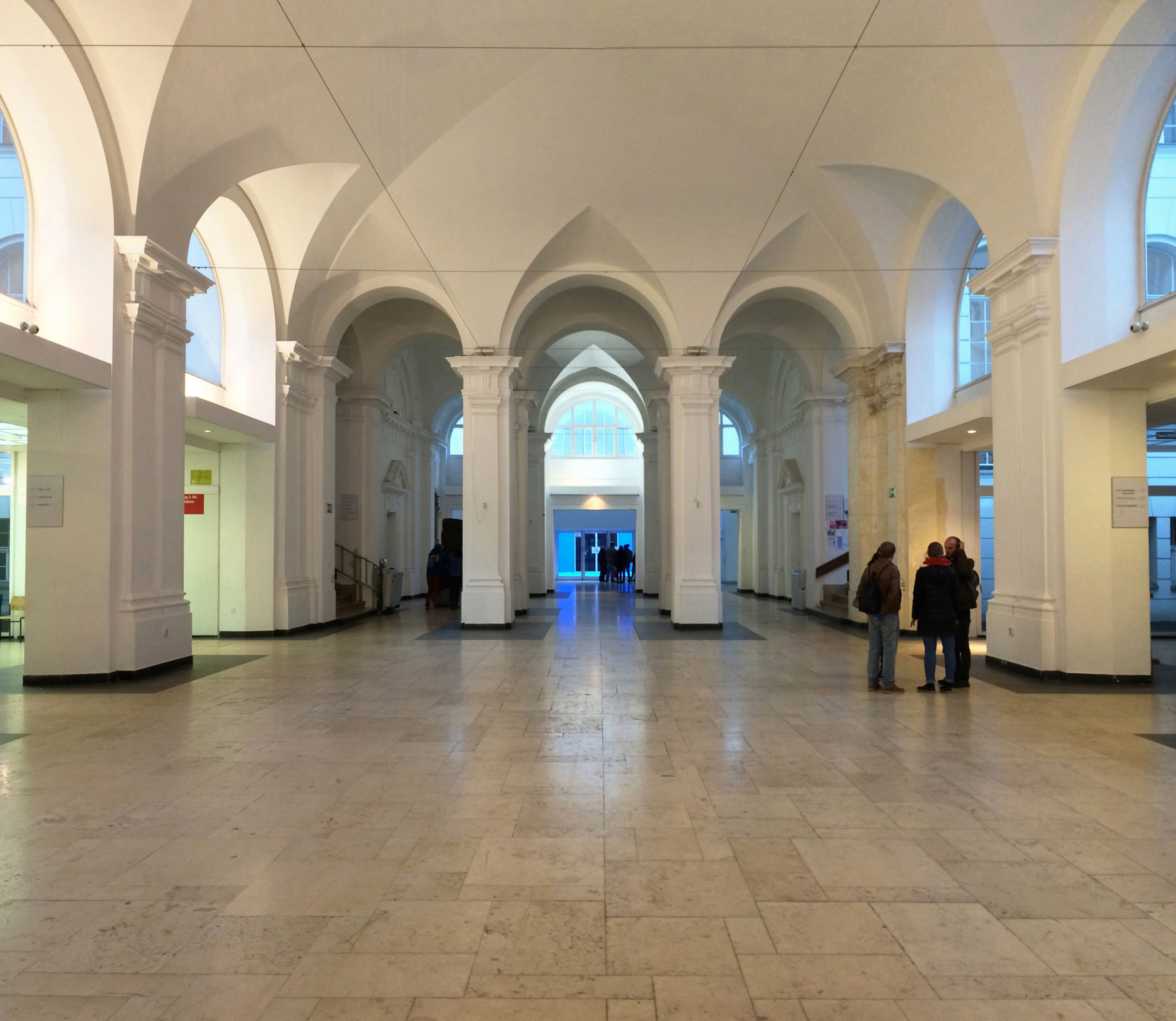
Rebedor de l'edifici principal

- Cant (Promoció de Joves Talents Institut Julius Stern)

## Facultat de Belles Arts

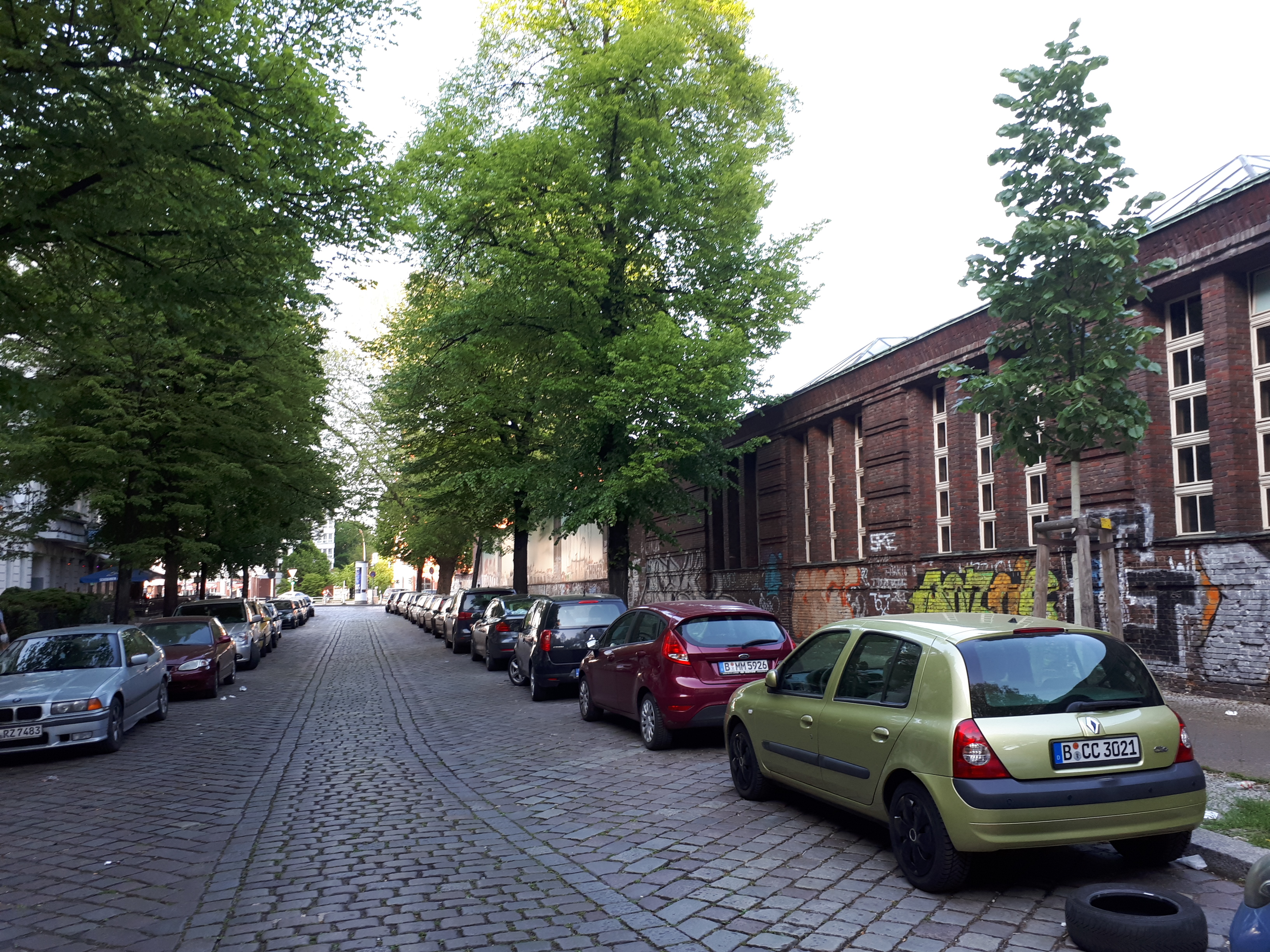
Centre de Dansa

- Pintura
- Gràfics gratuïts
- Escultura
- Nous mitjans

## Centre de Dansa
Al Zentrum Tanz interuniversitari, la dansa, el context, la coreografia es poden estudiar al grau, així com la dansa/autoria en solitari i la coreografia al màster.

## Institut de Jazz de Berlín
Al "Jazz Institute Berlin" ofereix jazz com a grau, màster i màster internacional.

## Formació continua
A l'UdK Berlin Career College, que es va establir el 2007, els cursos de formació contínua "Music Therapy", Lideratge en Comunicació digital i Estudis sonors i "Sonic Arts" poden ser estudiats. També s'ofereixen cursos de certificat com comissariat, musicoteràpia en un context pal·liatiu, narració artística i Creació de la dansa en l'art i l'educació.

## Cooperació
La UdK treballa amb la Universitat Tècnica de Berlín des del 2020 en el programa de màster orientat a la investigació Disseny i computació. És el primer curs d'estudis transversal que ofereixen conjuntament la UdK Berlin i la TU Berlin.
Com a part del projecte Vitalització sostenible del barri creatiu al campus de Charlottenburg i als voltants (NAVI BC), la plataforma híbrida per posar en xarxa la ciència i l'art es va llançar el 2008. Des del 2011, es troba a la UdK Berlin i la Universitat Tècnica (TU).

## Instal·lacions universitàries

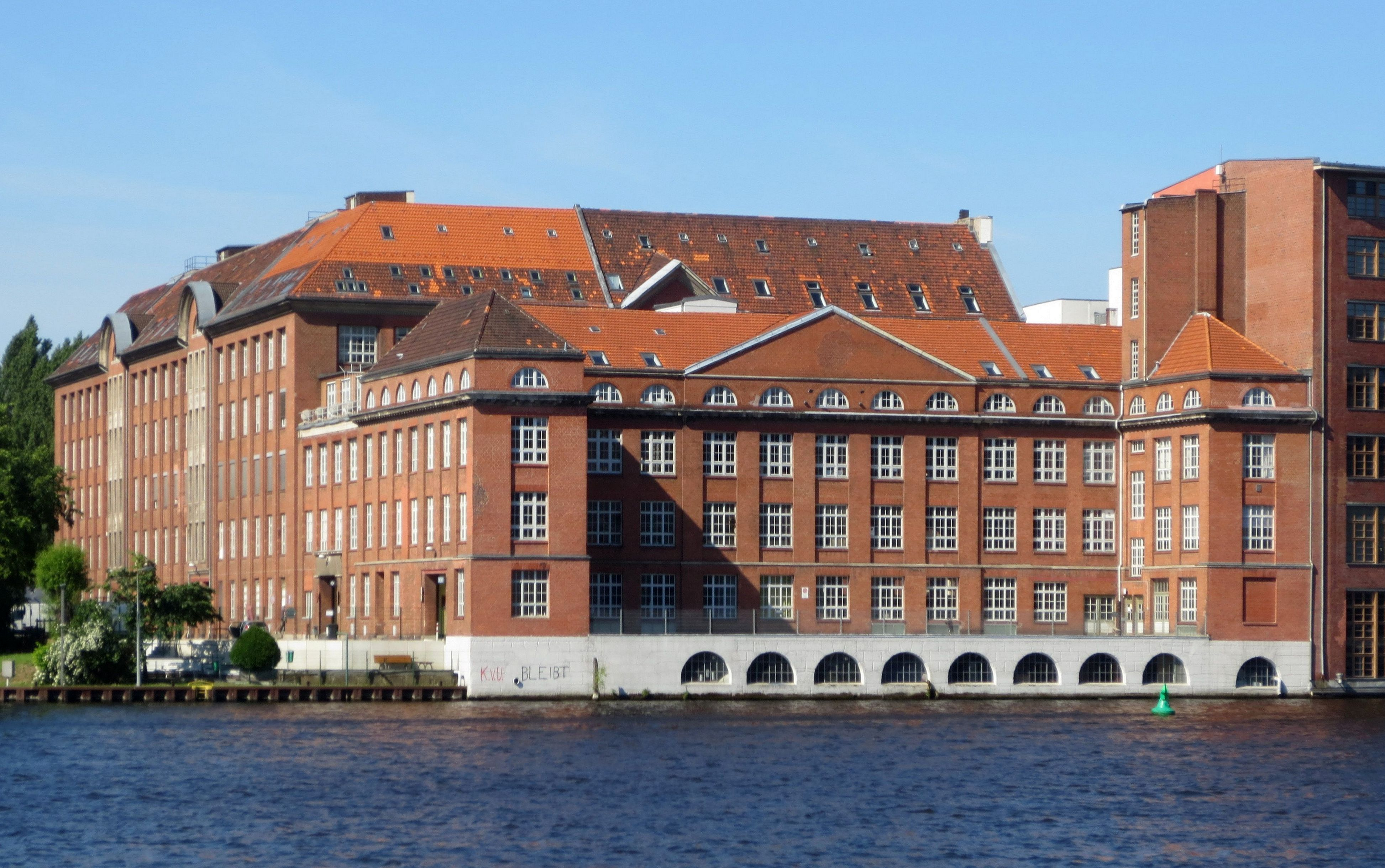
Seu de lInstitut de Negocis Electrònics a Kreuzberg

Hi ha altres institucions vinculades a la universitat. L'An-Institut Institut de Negocis Electrònics es troba a Kreuzberg.
El "Career & Transfer Service Center" de la UdK Berlin és el primer centre de carrera d'una universitat artística de la República Federal d'Alemanya. Des de l'any 2001, assessora i informa estudiants i graduats de totes les disciplines artístiques sobre les seves perspectives sobre els mercats de l'art, la cultura i els mitjans de comunicació. Des del 2004, el CTC també està obert a estudiants de les altres tres universitats artístiques de Berlín.

## Biblioteca i arxiu

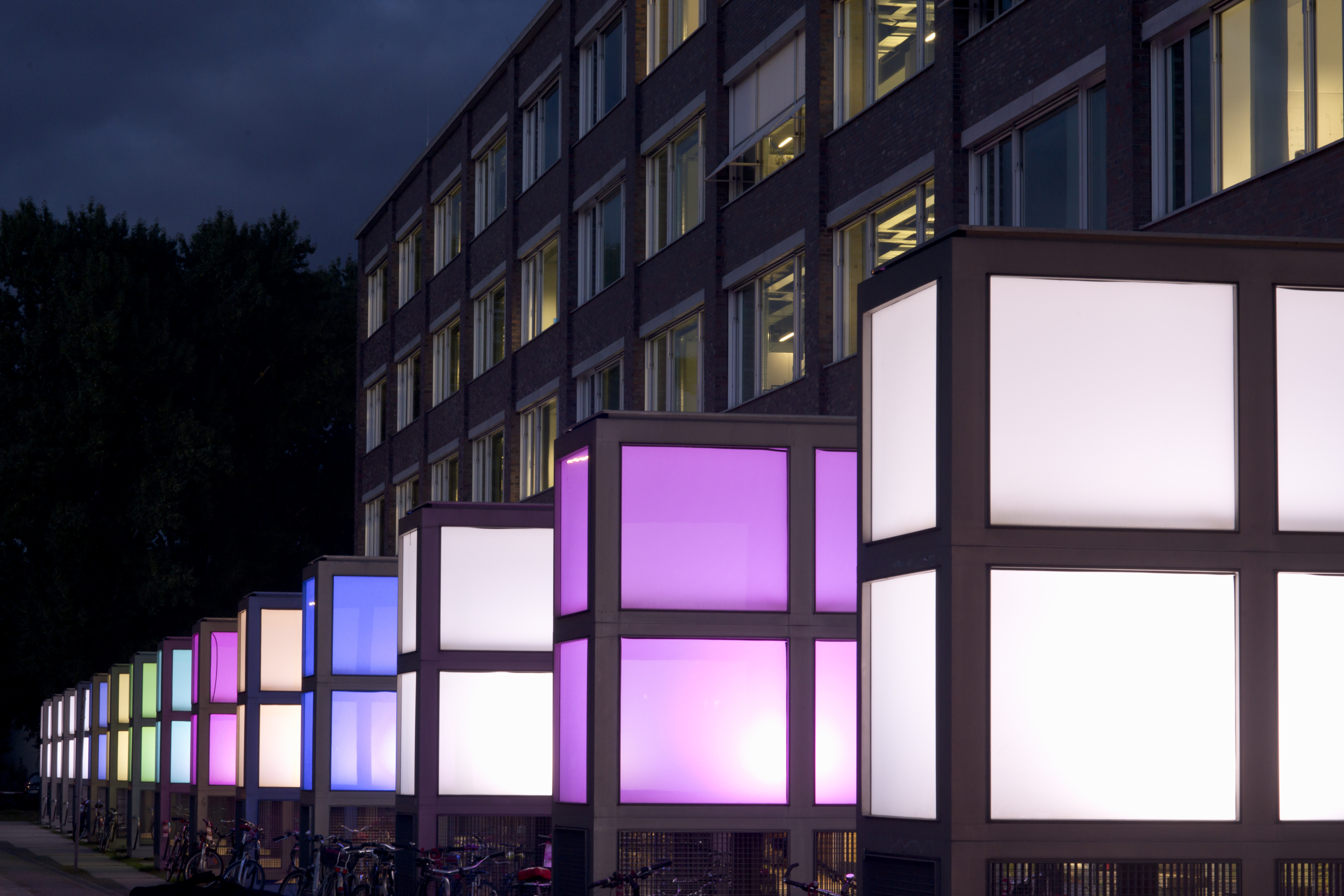
Biblioteca central de la TU Berlín i la UdK de Berlín

La biblioteca central es troba en dues ubicacions. La Biblioteca central de la TU i la UdK Berlin és la Biblioteca universitària conjunta de la "Technische Universität Berlin" i la Universitat de les Arts des de 2004.
L'arxiu Vilém Flusser de la UdK es troba a Schöneberg.

## Acadèmia d'estiu
KlangKunstBühne és el nom d'una acadèmia d'estiu per als estudiants després d'acabar els seus estudis i s'ha realitzat cada dos anys durant tres setmanes des del 2003. És una oferta de la Facultat de Música i Arts Escèniques en col·laboració amb la Institut Central d'Educació Continuada/UdK Berlin Career College. També es troba a la UdK Berlin Career College la Universitat d'Estiu de les Arts de Berlín, que des del 2012 ofereix cursos anuals per a artistes internacionals de totes les disciplines i estudiants avançats.
Esdeveniments

La UdK organitza més de 500 festivals culturals cada any. Aquests inclouen exposicions, concerts, lectures, produccions de teatre musical, representacions teatrals, esdeveniments de dansa, vetllades d'humor i festes. Per tant, la universitat és un dels organitzadors culturals més grans de la metròpoli de Berlín. La majoria de les actuacions són gratuïtes per als visitants.
El Concurs Internacional Max Rostal és un concurs musical per a joves músics de la UdK des de 1997. El Premi d'Art UdK Berlin s'atorga a la Facultat de Belles Arts i al programa de grau Art and Media des del 2023. Nombrosos altres premis, com el Premi Taut, tenen lloc cada any per a una gran varietat de disciplines.
La universitat a la pel·lícula

La història sobre un col·lectiu d'artistes de la Universitat de les Arts que s'enfronta a una disputa legal amb una empresa informàtica estrangera es va filmar a la mini sèrie The Billion Dollar Code el 2021.

## Personalitats
Article principal : Llista de personalitats de la Universitat de les Arts de Berlín.

## President des de 1975
- 1975–1977: Detlef Michael Noack
- 1977–1991: Ulrich Roloff-Momin (des de 1985: Roloff-Momin)
- 1992–1996: Olaf Schwencke
- 1996–2005: Lothar Romain
- 2006–2020: Martin Rennert
- des de 2020: Norbert Palz

## Senadors honoraris
- Wolfgang Abramowski, 2007–2017 Kanzler
- Dietrich Fischer-Dieskau, 1983–1994 Professor
- Hans-Ludwig Feldgen, ehemaliger Professor
- Hardt-Waltherr Hämer, 1967–1987 Professor
- Dietmar Lemcke, 1964–1998 Professor
- Aribert Reimann, 1983–1998 Professor
- Martin Rennert, 1985–2005 Professor, President de la UdK Berlin
- Helmut Roloff, 1950–1978 Professor i director de la Universitat de Música de 1970 a 1975
- Oskar Sala, Alumne
- Paula Salomon-Lindberg, Alumna
- Jürgen Schleicher, 1975–2006 Canceller
- Vivienne Westwood, 1993–2005 Càrrec docent en l'àmbit del disseny de moda

## Professors
Entre els conferenciants hi havia artistes coneguts internacionalment com Aribert Reimann, Monica Bonvicini, Heinz Emigholz, Friedrich Goldmann, Steven Sloane, François Benda, Hito Steyerl, Ai Weiwei, Olafur Eliasson, Josephine Pryde i l'Artemis Quartet.